# Possolijärvi
Possolijärvi är en sjö i kommunen Salla i landskapet Lappland i Finland. Sjön ligger 288,5 meter över havet. Arean är 57 hektar och strandlinjen är 4,18 kilometer lång. Sjön  ingår i Koundaälvens huvudavrinningsområde.   Den ligger omkring 160 kilometer öster om Rovaniemi och omkring 750 kilometer norr om Helsingfors. 